# Охотничий (Алнаський район)
Охо́тничий (рос. Охотничий) — присілок (колишній починок) у складі Алнаського району Удмуртії, Росія.

## Населення
Населення — 24 особи (2010; 26 в 2002).
Національний склад станом на 2002 рік:
- марійці — 77 %

## Урбаноніми[3]
- вулиці — Джерельна, Лісова, Садова, Соснова, Центральна